# Aulacaspis divergens
Aulacaspis divergens är en insektsart som beskrevs av Takahashi 1935. Aulacaspis divergens ingår i släktet Aulacaspis och familjen pansarsköldlöss. Inga underarter finns listade i Catalogue of Life.